# Manpei Takagi

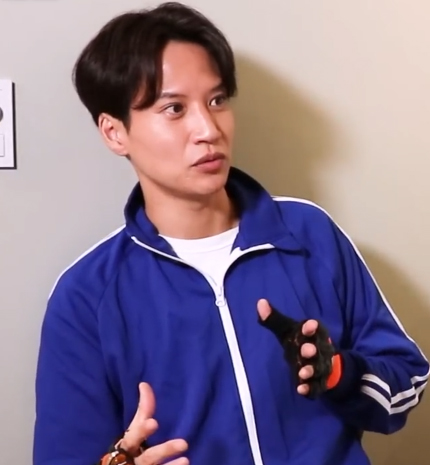
Manpei Takagi, 2022

Manpei Takagi  (japanisch 高木 万平 Takagi Manpei; * 22. Oktober 1985 in Nisshin, Präfektur Aichi) ist ein japanischer Schauspieler. Seine bekannteste Rolle ist die als Retsu Fukami / Geki Blue in der Serie Juken Sentai Gekiranger aus dem Jahr 2007. Er ist des Weiteren der Zwillingsbruder von Shinpei Takagi, der ebenfalls schauspielerisch tätig ist.

## Filmografie (Auswahl)
- Juken Sentai Gekiranger als Retsu Fukami / Geki Blue
- Ouran High School Host Club als Kaoru Hitachiin
- Yu-Gi-Oh! Arc-V als Yuto (Sprechrolle)